# Paraphaeosphaeria cylindrospora
Paraphaeosphaeria cylindrospora är en svampart som tillhör divisionen sporsäcksvampar, och som först beskrevs av Lewis Edgar Wehmeyer, och fick sitt nu gällande namn av Ove Erik Eriksson. Paraphaeosphaeria cylindrospora ingår i släktet Paraphaeosphaeria, och familjen Montagnulaceae. Arten är reproducerande i Sverige.